# بیلیک دوزو
بیلیک دوزو (ترکی استانبولی: Beylikdüzü) از ناحیه‌های قسمت اروپایی استانبول که در استان استانبول از ناحیه مرمره قرار گرفته‌است. طبق آخرین سرشماری به سال ۲۰۱۲ میلادی این ناحیه ۲۲۹٬۱۱۵ نفر جمعیت دارد.

## ساختار اداری
بیلیک دوزو از ۱۰ محله زیر تشکیل می‌شود:
عدنان قهوه‌چی Adnan Kahveci
باریش Barış
بیوک‌شهر Büyükşehir
جمهوریت Cumhuriyet
دره‌آغزی Dereağzı
گورپینار Gürpınar
قاواقلی Kavaklı
مرمره Marmara
ساحل Sahil
یعقوب‌لو Yakuplu